# Lago Dittligsee
O Lago Dittligsee é um lago localizado no Cantão de Berna, perto de Blumenstein e de Wattenwil, Suíça. A sua superfície é de 6,02.